# Charles Gaugiran Nanteuil
Pour les articles homonymes, voir Gaugiran-Nanteuil et Nanteuil.
Charles Nanteuil-Gaugiran ou Gaugiran-Nanteuil est un peintre français né à Clichy-sous-Bois le 22 septembre 1811 et mort à Paris le 19 mars 1901.

## Biographie
Charles François Edmond Gaugiran-Nanteuil est le fils de Charles Gaugiran-Nanteuil et de Gabrielle Bezard, il naît à Clichy-sous-Bois le 22 septembre 1811.
Charles Gaugiran Nanteuil se déclare élève d'Ingres de ses débuts à 1879, puis élèves d'Ingres et de Gleyre.
Il fait ses débuts au Salon de 1835, remportant une médaille de troisième classe en 1840 et une médaille de deuxième classe en 1846.
Il voyage en Algérie et en Espagne, et certainement aussi en Italie, dont il présente des vues aux Salons de 1837, 1838 et 1839.
Il expose ensuite des peintures d'Alger et d'Oran. Il semble avoir voyagé en Auvergne avant 1882, dont il a peint quelques vues.
En 1870, il s'établit à Lieusaint. Il y épouse en 1878 Valentine Picherand, mère de Fernand Alfred Alfroy (1857-1922). Le couple réside là jusqu'en 1896. Pendant ces années, il présente au Salon de nombreuses scènes de genre, surtout des chasses. Il retourne ensuite à Paris. Devenu veuf en 1898, il meurt à son domicile au no 24 rue de Saint-Pétersbourg à l'âge de 89 ans.

## Œuvre

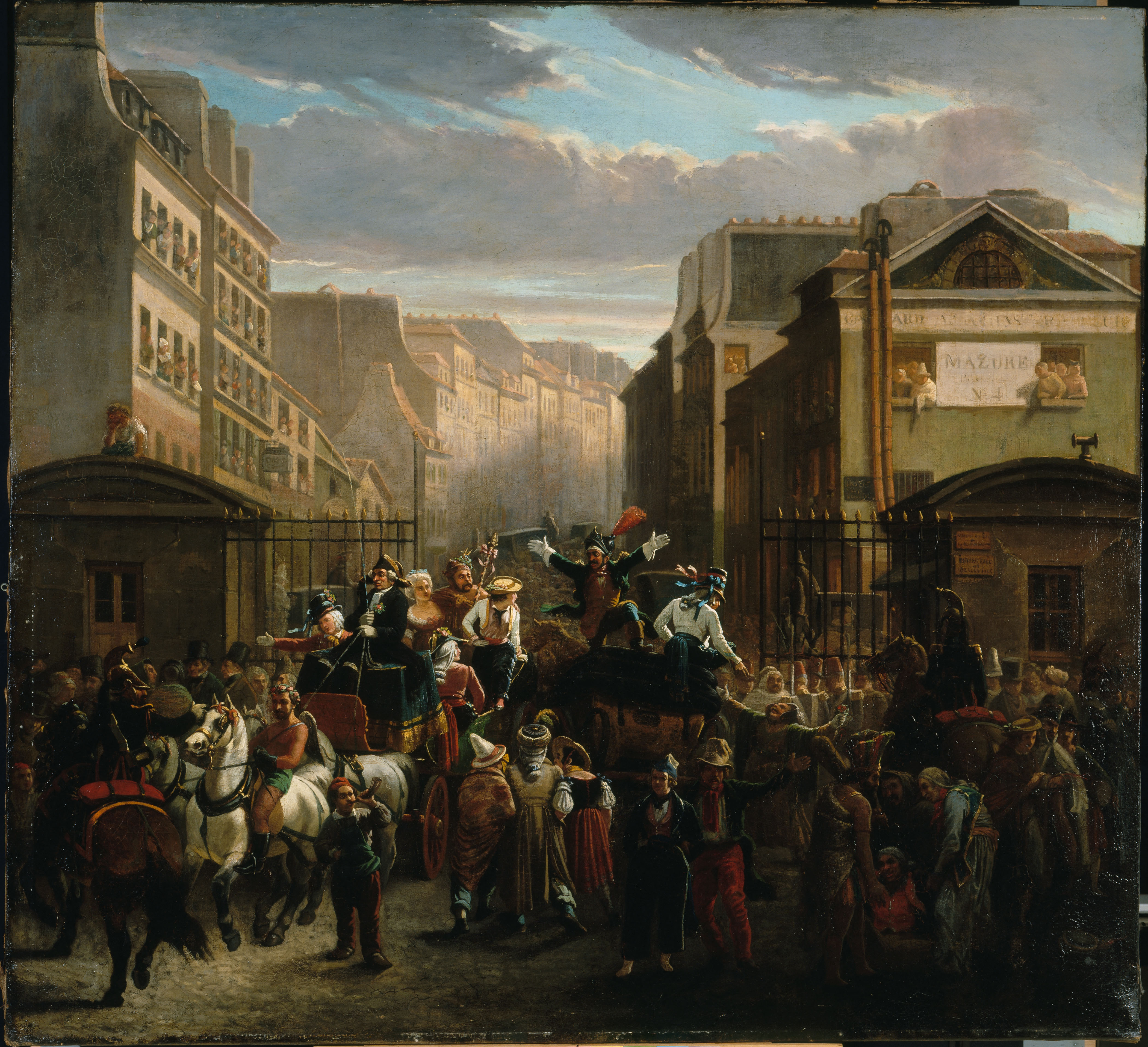
La descente de la Courtille, 1842 au Musée Carnavalet.

- La descente de la Courtille, 1842 au Musée Carnavalet.Tentes arabes aux environs d'Oran, 1830, Salon de 1835.
- La Porte d'un café dans une rue d'Alger, 1830.
- Intérieur d'un cabaret, Salon de 1837.
- Un attelage de buffles traînant un bloc de marbre, Salon de 1838.
- Halte de troupes en Espagne, 1838, Salon de 1841.
- Buffles attelés, Salon de 1839.
- Un marché en Afrique, Salon de 1840 (méd. de 3.e classe)
- La Descente de la Courtille, 1842, huile sur toile, 127 × 139 cm, Paris, musée Carnavalet[9], Salon de 1842.
- Une razzia, Salon de 1844.

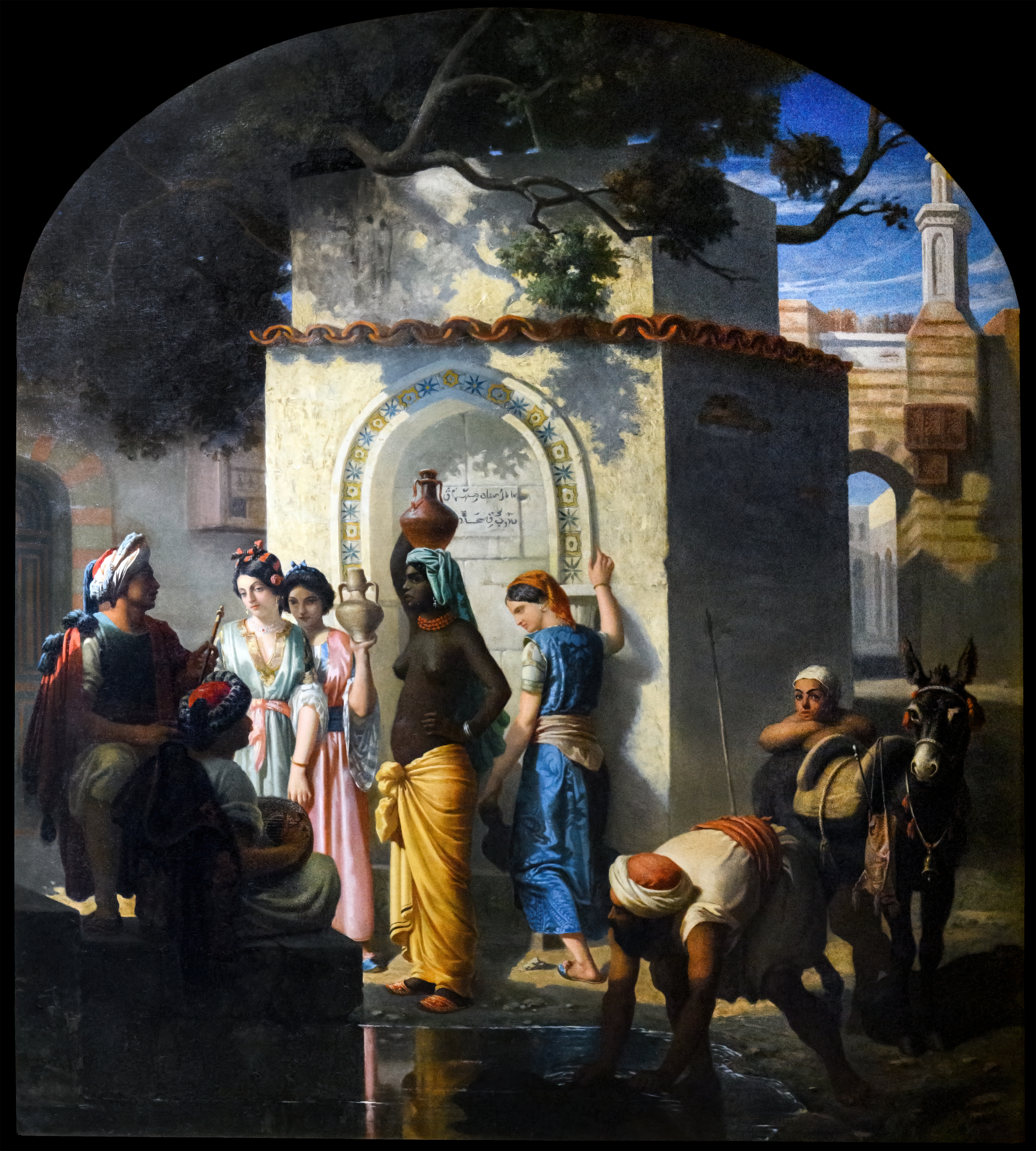
Femmes juives à la fontaine, 1847 au Musée d'art et d'histoire de Narbonne.

- Femmes juives à la fontaine, Salon de 1847[10]. Esquisse au Musée de Besançon[11].
- Femmes juives à la fontaine, 1847 au Musée d'art et d'histoire de Narbonne.Femmes juives à la fontaine, Salon de 1847, huile sur toile au musée d'art et d'histoire de Narbonne[12]
- La partie de cartes, Salon de 1848[13].
- Carrière aux environs de Paris, Salon de 1853.
- Les victimes de la maladresse; - Chapeau bas, rabatteurs !, Salon de 1865
- Les Suites d'un rabat et Battue en plaine, changement de direction, Salon de 1866.
- Une méprise, Salon de 1867[14].
- Le vieux régisseur et Boucher à Oran, Salon de 1870[15].
- Le dernier jour d'un condamné, Salon de 1874[16].
- Une cour de ferme à Lieusaint, Salon de 1875.
- Vue prise à Oran, Salon de 1875.
- Affût au renard, Salon de 1878[17].
- Retour du marché, Salon de 1879.
- Un intérieur de cour à Châtel-Guyon (Puy-de-Dôme), Salon de 1882[18].
- Malheur ! M. le vicomte qui se casse la figure !, Salon de 1880.
- Une moissonneuse, Salon de 1886[19].
- Lièvre forçant les rabatteurs et Faisan démonté, Salon de 1887.
- Pincé et Chargé du ravitaillement, Salon de 1888[20].
- Une rue à Châtel-Guyon et Auvergne, Salon de 1889[21].
- Braconnage en plein jour, Salon de 1893 [22].
- L'heure du goûter, Salon de 1896 [23].
- L'abreuvoir, Salon de 1898 [24].